# РБМКП-2400
РБМКП-2400 — проект ядерного реактора серии РБМК с номинальной электрической мощностью 2400 МВт, тепловой — 6500 МВт. Реактор РБМКП-2400 был разработан на основе полученного опыта при эксплуатации реакторов РБМК-1000 и реакторов серии АМБ. Существенным отличием проекта РБМКП-2400 от реакторов РБМК являлось внедрение пароперегревательных каналов для ядерного перегрева пара, а также реализация принципа секционно-блочного конструирования реактора, позволявшего сократить сроки строительства АЭС.
Разработчиком проекта являлся НИКИЭТ. Научный руководитель — ИАЭ им. И. В. Курчатова.
Работы по проекту РБМКП-2400 были закрыты после аварии на Чернобыльской АЭС.

## Цели разработки
Основной целью при разработке реактора РБМКП-2400 было увеличение единичной электрической мощности энергоблока (до 2-3 ГВт), повышение КПД реакторной установки до 37 % за счёт внедрения ядерного перегрева пара в каналах (литера «П» в названии реактора означает перегрев пара). Так же особенностью этого реактора являлось выполнение активной зоны в виде прямоугольного параллелепипеда по принципу секционно-блочного конструирования — реактор должен был сооружаться из одинаковых по конструкции секций, которые собирались на монтаже из блоков заводского изготовления. Такой принцип конструирования должен был упростить и уменьшить время монтажа, улучшить качество изготовления и контроля конструкций реактора, а также повысить надежность узлов реактора при эксплуатации. Важным преимуществом секционно-блочного конструирования была возможность в перспективе увеличивать единичную мощность энергоблока за счёт увеличения количества испарительных и перегревательных секций (проект РБМКП-4800).

## Характеристика реактора РБМКП-2400
1вертикальный сепаратор пара
2сборные групповые коллекторы
3верхние трубопроводы воды
4трубопроводы пароводяной смеси
5всасывающий коллектор
6верхний блок
7главные циркулирующие насосы
8раздаточные групповые коллекторы
9напорный коллектор
10коллектор питательной воды
11активная зона реактора
12нижняя ремонтная машина
13нижний блок
14боковой блок
15бассейн-барботер
16коллектор насыщенного пара
17коллектор перегретого пара
18трубопроводы перегретого пара
19трубопроводы насыщенного пара
20разгрузочно-загрузочная машина
| Характеристика                                | РБМКП-2400    |
| --------------------------------------------- | ------------- |
| Тепловая мощность реактора, МВт               | 6500          |
| Электрическая мощность блока, МВт             | 2400          |
| КПД блока (брутто), %                         | 37            |
| Давление пара перед турбиной, атм             | 70-65         |
| Температура пара перед турбиной, °C           | 450           |
| Размеры активной зоны, м:                     |               |
| — высота                                      | 7,00          |
| — ширина×длина                                | 7,5×27        |
| Загрузка урана, т:                            |               |
| — испарительный канал                         | 219,3         |
| — перегревательный канал                      | 73,9          |
| Обогащение, % 235U:                           |               |
| — испарительный канал                         | 1,8           |
| — перегревательный канал                      | 2,3           |
| Число каналов:                                |               |
| — испарительных                               | 1920          |
| — перегревательных                            | 960           |
| Среднее выгорание, МВт·сут/кг:                |               |
| — в испарительном канале                      | 19,4          |
| — в перегревательном канале                   | 18,1          |
| Размеры оболочки твэла (диаметр×толщина), мм: |               |
| — испарительный канал                         | 13,5×0.9      |
| — перегревательный канал                      | 10×0,3        |
| Материал оболочек твэлов:                     |               |
| — испарительный канал                         | Zr + 2,5 % Nb |
| — перегревательный канал                      | Нерж. сталь   |

## Описание конструкции

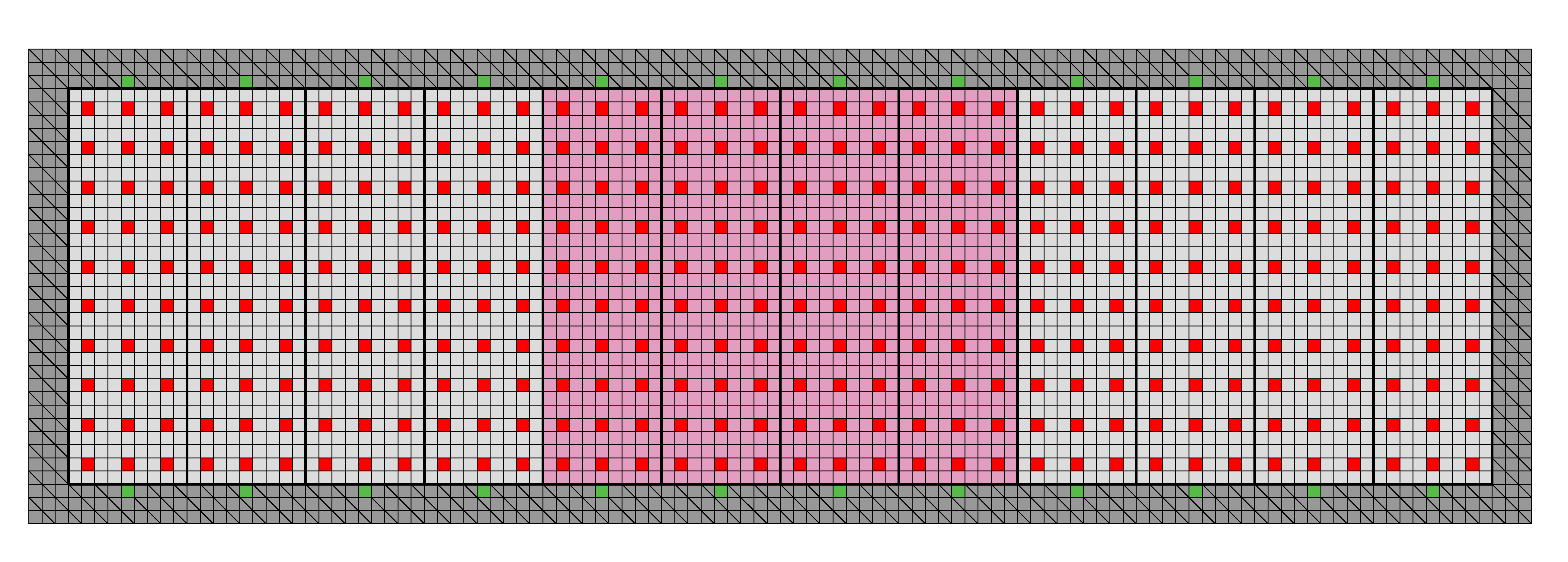
Конструкция активной зоны реактора РБМКП-2400 с испарительными и перегревательными секциями:
испарительные каналы (1920)
перегревательные каналы (960)
каналы управления и защиты (СУЗ) (360)
измерительные каналы (24)
блоки отражателя

Реактор РБМКП-2400 состоит из восьми испарительных и четырёх перегревательных секций, состоящих из 1920 испарительных и 960 перегревательных каналов соответственно. Перегревательные секции располагаются в центральной части реактора. Испарительно-перегревательные секции конструктивно однотипны и различаются лишь соответствующими коммуникациями и наличием в испарительной секции вертикальных барабанов-сепараторов. Испарительная секция обслуживается шестнадцатью ГЦН и шестнадцатью вертикальными барабанами-сепараторами, объединёнными в восемь автономных циркуляционных петель — по два сепаратора и два насоса в петле. Общее количество каналов системы управления и защиты реактора (СУЗ) — 360. В типовом энергоблоке с реактором РБМКП-2400 проектом предусмотрена установка двух высокооборотных (3000 об/мин) турбогенераторов электрической мощностью 1200 МВт каждый.
Одним из преимуществ выбранного многопетлевого принципа построения реактора, состоящего из отдельных секций, является относительная независимость друг от друга областей активной зоны, что улучшает условия по регулированию и формированию энергораспределения. Такая компоновка реактора позволяет снижать мощность отдельных секций реактора, а также полностью отключать их для проведения ремонтных работ или перегрузок на работающем реакторе.
Конструкция тепловыделяющих сборок (ТВС) для испарительных каналов идентична ТВС реактора РБМК-1000. Для перегревательных каналов предусмотрено иная конструкция ТВС. В частности из-за того, что температура ТВЭЛов в перегревательных каналах при номинальной работе установки превышает 600 °C, оболочки ТВЭЛов выполнены из нержавеющей стали. ТВС для перегревательных каналов также имеют внешний кожух, что улучшает условия охлаждения стенки канала.
Реактор РБМКП-2400 работает по одноконтурной схеме. Циркуляционный контур разделён на две самостоятельные петли — испарительную и перегревательную. Испарительная петля представляет собой контрур многократной принудительной циркуляции (КМПЦ), перегревательная — разомкнутый контур пароперегрева. В испарительной петле теплоноситель (вода) поступает в испарительные каналы активной зоны, охлаждая ТВС, частично испаряется и образующаяся пароводяная смесь поступает в вертикальные барабаны-сепараторы. В них происходит сепарация пара. Остающаяся вода из сепараторов, смешиваясь с питательной водой с помощью главных циркуляционных насосов, снова подаётся в испарительные каналы. Отсепарированный насыщенный пар поступает в перегревательные каналы активной зоны, где происходит соответственно его перегрев. Пройдя через перегревательные каналы, перегретый пар (температура ~450 °C) под давлением 70-65 кгс/см2 поступает на два турбогенератора электрической мощностью по 1200 МВт каждый. Отработанный пар конденсируется, после чего, пройдя через регенеративные подогреватели и деаэратор, подается с помощью питательных насосов (ПЭН) в испарительный контур.
1 — графитовый замедлитель
2 — испарительные каналы
3 — перегревательные каналы
4 — барабан-сепаратор
5 — главный циркулирующий насос
6 — деаэратор
7 — турбина
8 — генератор
9 — конденсатор
10 — конденсатный насос
11 — регенеративный подогреватель низкого давления
12 — питательный насос
13 — регенеративные подогреватели высокого давления

## АЭС с реакторами РБМКП-2400
В конце 1970 годов проект двухблочной АЭС с реакторами типа РБМКП-2400, разработанный Ленинградским отделением института «Гидропроект», был предложен для строительства Костромской (Центральной) АЭС. Однако на этапе строительства проект станции с реактором РБМКП-2400 изменён на РБМК-1500. Это было связано в первую очередь с тем, что строительство реакторов РБМК-1000 и РБМК-1500 уже было освоено промышленностью. Несмотря на определённую степень унификации с реакторами типа РБМК, строительство станции с новым реактором РБМКП-2400 требовало внедрения и освоения новых технологий производства конструкции и комплектующих на заводах-изготовителях.
После аварии на Чернобыльской АЭС работы по новым проектам реакторов типа РБМКП были остановлены. Атомные электростанции с реакторами РБМКП-2400 в эксплуатацию не вводились.